# Bert van Marwijk
Lambertus "Bert" van Marwijk (sinh ngày 19 tháng 5 năm 1952 tại Deventer, Overijssel) là cựu cầu thủ và huấn luyện viên bóng đá người Hà Lan.
Ông đã từng thi đấu cho nhiều câu lạc bộ khác nhau như: Go Ahead Eagles, AZ Alkmaar, MVV và Fortuna Sittard.
Ông cũng chơi cho Đội tuyển quốc gia Hà Lan.
Năm 1982, ông bắt đầu tham gia công tác huấn luyện. Mãi đến năm 1988 ông mới kết thúc sự nghiệp cầu thủ và chỉ làm công tác huấn luyện. Năm 2002, ông đã giành chiến thắng UEFA Cup cùng với câu lạc bộ Feyenoord. Ông cũng là bố vợ của cựu tiền vệ Mark van Bommel.

## Sự nghiệp

### Sự nghiệp cầu thủ
Là tiền đạo và tiền vệ, ông đã thi đấu 393 trận trong khuôn khổ Giải vô địch quốc gia Hà Lan. Ông có một lần khoác áo đội tuyển quốc gia Hà Lan.

### Huấn luyện
Với tư cách là HLV trưởng, ông đã dẫn dắt một đội bóng hạng hai là Fortuna Sittard vào đến tần trận chung kết Cup Quốc gia Hà Lan vào năm 1999. Năm 2002, ông đưa Feyenoord giành chức vô đich UEFA Cup. Tháng 7 năm 2004, ông dẫn dắt Borussia Dortmund thay Ruud Gullit sau những thành công tại Feyenoord.
Tháng 12 năm 2006, sau hơn hai mùa giải dẫn dắt câu lạc bộ chỉ với thành tích ở giữa bảng xếp hạng Bundesliga, ông chính thức chia tay câu lạc bộ vào cuối mùa giải 2006-07. Tuy nhiên ngày sau đó vào 18 tháng 12, câu lạc bộ đã sa thải ông vầ bổ nhiệm Jürgen Röber.
Tháng 6 năm 2007, ông trở lại dẫn dắt Feyenoord, và đưa câu lạc bộ đến vị trí cao tại giải bóng đá Hà Lan. Để đạt được mục tiêu, ông đưa về cựu cầu thủ nổi tiếng của Feyenoord là Giovanni van Bronckhorst, và cùng với đó là Tim de Cler, Kevin Hofland và Roy Makaay.
Sự trở lại của ông một lần nữa lại thành công khi Feyenoord vô địch hà Lan. 
Tuy nhiên thời gian đó cũng không lâu khi kết thúc màu giải 2007-08, van Marwijk tiếp quản chiếc ghế HLV trưởng đôi tuyển quốc gia Hà Lan sau sự ra đi của Marco van Basten sau Euro 2008. Trong hai lần dẫn dắt Feyenoord, tổng cộng 5 mùa giải ông đã có không ít thành công với đội bóng. Người lên thay Van Marwijk dẫn dắt Feyenoord là HLV Gertjan Verbeek.
Đội ngũ huấn luyện của ông tại đội tuyển quốc gia là những cựu cầu thủ nổi tiếng như Frank de Boer và Phillip Cocu, cũng như HLV Dick Voorn.
Ông bắt đầu nắm quyền tại tuyển Hà Lan sau Euro 2008, thay thế cho Marco van Basten. Ông đã biến Hà Lan thành một đội chắc chắn, lọt vào chung kết Giải bóng đá vô địch thế giới 2010 và có chiến dịch vòng loại Euro 2012 đầy ấn tượng. Tuy nhiên, đội tuyển Hà Lan đã rời Giải vô địch bóng đá châu Âu 2012 ngay sau khi để thua cả ba trận trước Đan Mạch, Đức và Bồ Đào Nha, chỉ ghi được 2 bàn thắng và bị thủng lưới tới 5 bàn. Sau khi Euro 2012, ông chính thức tuyên bố từ chức.

## Thống kê sự nghiệp

### Cầu thủ
| Giải đấu            | Giải đấu            | Giải đấu                | Vô địch quốc gia | Vô địch quốc gia | Cúp quốc gia  | Cúp quốc gia  | Cúp liên đoàn | Cúp liên đoàn | Cúp châu lục | Cúp châu lục | Tổng cộng | Tổng cộng |
| Mùa giải            | Câu lạc bộ          | Hạng đấu                | Số trận          | Số bàn           | Số trận       | Số bàn        | Số trận       | Số bàn        | Số trận      | Số bàn       | Số trận   | Số bàn    |
| Hà Lan              | Hà Lan              | Hà Lan                  | VĐQG             | VĐQG             | Cúp QG (KNVB) | Cúp QG (KNVB) | Cúp liên đoàn | Cúp liên đoàn | Châu Âu      | Châu Âu      | Tổng cộng | Tổng cộng |
| ------------------- | ------------------- | ----------------------- | ---------------- | ---------------- | ------------- | ------------- | ------------- | ------------- | ------------ | ------------ | --------- | --------- |
| 1969–70             | Go Ahead Eagles     | Eredivisie              | 0                | 0                | -             | -             | -             | -             | -            | -            | -         | -         |
| 1970–71             | Go Ahead Eagles     | Eredivisie              | 15               | 2                | -             | -             | -             | -             | -            | -            | -         | -         |
| 1971–72             | Go Ahead Eagles     | Eredivisie              | 39               | 4                | -             | -             | -             | -             | -            | -            | -         | -         |
| 1972–73             | Go Ahead Eagles     | Eredivisie              | 35               | 3                | -             | -             | -             | -             | -            | -            | -         | -         |
| 1973–74             | Go Ahead Eagles     | Eredivisie              | 27               | 2                | -             | -             | -             | -             | -            | -            | -         | -         |
| 1974–75             | Go Ahead Eagles     | Eredivisie              | 30               | 5                | -             | -             | -             | -             | -            | -            | -         | -         |
| 1975–76             | AZ                  | Eredivisie              | 22               | 6                | -             | -             | -             | -             | -            | -            | -         | -         |
| 1976–77             | AZ                  | Eredivisie              | 27               | 9                | -             | -             | -             | -             | -            | -            | -         | -         |
| 1977–78             | AZ                  | Eredivisie              | 20               | 5                | -             | -             | -             | -             | -            | -            | -         | -         |
| 1978–79             | MVV                 | Eredivisie              | 32               | 1                | -             | -             | -             | -             | -            | -            | -         | -         |
| 1979–80             | MVV                 | Eredivisie              | 32               | 7                | -             | -             | -             | -             | -            | -            | -         | -         |
| 1980–81             | MVV                 | Eredivisie              | 12               | 0                | -             | -             | -             | -             | -            | -            | -         | -         |
| 1981–82             | MVV                 | Eredivisie              | 30               | 1                | -             | -             | -             | -             | -            | -            | -         | -         |
| 1982–83             | MVV                 | Eerste Divisie          | 27               | 8                | -             | -             | -             | -             | -            | -            | -         | -         |
| 1983–84             | MVV                 | Eerste Divisie          | 31               | 15               | -             | -             | -             | -             | -            | -            | -         | -         |
| 1984–85             | MVV                 | Eredivisie              | 31               | 1                | -             | -             | -             | -             | -            | -            | -         | -         |
| 1985–86             | MVV                 | Eredivisie              | 30               | 2                | -             | -             | -             | -             | -            | -            | -         | -         |
| 1986–87             | Fortuna Sittard     | Eredivisie              | 11               | 1                | -             | -             | -             | -             | -            | -            | -         | -         |
| Bỉ                  | Bỉ                  | Bỉ                      | VĐQG             | VĐQG             | Cúp QG        | Cúp QG        | Cúp liên đoàn | Cúp liên đoàn | Châu âu      | Châu âu      | Tổng cộng | Tổng cộng |
| 1987–88             | FC Assent           | Belgian Second Division | 17               | 0                | -             | -             | -             | -             | -            | -            | -         | -         |
| Tổng cộng           | Hà Lan              | Hà Lan                  | 451              | 72               | -             | -             | -             | -             | -            | -            | -         | -         |
| Tổng cộng           | Bỉ                  | Bỉ                      | 17               | 0                | -             | -             | -             | -             | -            | -            | -         | -         |
| Tổng cộng sự nghiệp | Tổng cộng sự nghiệp | Tổng cộng sự nghiệp     | 468              | 72               | -             | -             | -             | -             | -            | -            | -         | -         |

### Huấn luyện viên
Tính đến 2 tháng 12 năm 2019
| Đội               | Từ                  | Đến                  | Thành tích | Thành tích | Thành tích | Thành tích | Thành tích | Thành tích |
| Đội               | Từ                  | Đến                  | ST         | T          | H          | B          | % thắng    | Tham khảo  |
| ----------------- | ------------------- | -------------------- | ---------- | ---------- | ---------- | ---------- | ---------- | ---------- |
| Hedera Millen     | 1990                | 1991                 | —          | —          | —          | —          | —          |            |
| RKVCL Limmel      | 1991                | 1995                 | —          | —          | —          | —          | —          |            |
| Meerssen          | 1995                | 1998                 | —          | —          | —          | —          | —          |            |
| Fortuna Sittard   | 1998                | 2000                 | —          | —          | —          | —          | —          |            |
| Feyenoord         | 1 tháng 7 năm 2000  | 30 tháng 6 năm 2004  | 182        | 110        | 32         | 40         | 060,44     |            |
| Borussia Dortmund | 1 tháng 7 năm 2004  | 18 tháng 12 năm 2006 | 95         | 35         | 32         | 28         | 036,84     | [ 3 ]      |
| Feyenoord         | 1 tháng 7 năm 2007  | 31 tháng 7 năm 2008  | 38         | 24         | 6          | 8          | 063,16     |            |
| Netherlands       | 1 tháng 8 năm 2008  | 27 tháng 6 năm 2012  | 52         | 34         | 10         | 8          | 065,38     |            |
| Hamburger SV      | 26 tháng 9 năm 2013 | 15 tháng 2 năm 2014  | 17         | 4          | 3          | 10         | 023,53     | [ 6 ]      |
| Saudi Arabia      | 1 tháng 9 năm 2015  | 15 tháng 9 năm 2017  | 20         | 13         | 4          | 3          | 065,00     |            |
| Australia         | 24 tháng 1 năm 2018 | 14 tháng 7 năm 2018  | 7          | 2          | 2          | 3          | 028,57     |            |
| UAE               | 20 tháng 3 năm 2019 | 4 tháng 12 năm 2019  | 11         | 6          | 1          | 4          | 054,55     | [ 7 ]      |

## Danh hiệu

### Cương vị cầu thủ
AZ
- Cúp Quốc gia Hà Lan
  - Vô địch (1): 1978

MVV Maastricht
- VĐQG Hà Lan
  - Vô địch (1): 1983-84

### Cương vị huấn luyện
Fortuna Sittard
- Cúp Quốc gia Hà Lan
  - Á quân (1): 1999

Feyenoord
- VĐQG Hà Lan
  - Á quân (1): 2000-01
- Cúp Quốc gia Hà Lan
  - Vô địch (1): 2007-08
  - Á quân (1): 2003
- Cúp UEFA
  - Vô địch (1): 2002